# Ticket to Paradise
Pour plus de détails, voir Fiche technique et Distribution.
Ticket to Paradise ou Billet pour le paradis 
au Québec est un film américain réalisé par Ol Parker et sorti en 2022.

## Synopsis
Deux parents divorcés, David et Georgia, se rendent à Bali après avoir appris que leur fille, Lily, envisage d'épouser un homme nommé Gede, qu'elle vient de rencontrer. Ils décident de travailler ensemble pour saboter le mariage afin d'empêcher Lily de commettre la même erreur qu'eux il y a vingt-cinq ans.

## Fiche technique
Sauf indication contraire, les informations mentionnées dans cette section peuvent être confirmées par la base de données cinématographiques IMDb,  présente dans la section « Liens externes ».
- Titre original : Ticket to Paradise
- Réalisation : Ol Parker
- Scénario : Ol Parker et Daniel Pipski
- Musique : Lorne Balfe
- Photographie : Ole Bratt Birkeland
- Costumes : Lizzy Gardiner
- Montage : Peter Lambert
- Production : Deborah Balderstone, Tim Bevan, Eric Fellner et Sarah Harvey
  - Production exécutive : George Clooney, Marisa Yeres Gill, Lisa Roberts Gillan, Grant Heslov et Julia Roberts
  - Production associée : Rebecca Miller et Kate Macey Wynborne (Bali)
- Sociétés de production : Working Title Films, Smokehouse et Red Om Films
- Société de distribution : Universal Pictures (États-Unis, Canada, France)
- Budget : 60 millions de $
- Pays de production :  États-Unis
- Langue originale : anglais
- Format : couleur
- Genre : comédie romantique
- Dates de sortie[2] : 
  - France : 5 octobre 2022
  - Suisse romande : 5 octobre 2022[3]
  - États-Unis : 21 octobre 2022
  - Québec : 21 octobre 2022

## Distribution
Sauf indication contraire, les informations mentionnées dans cette section peuvent être confirmées par la base de données cinématographiques IMDb,  présente dans la section « Liens externes ».
- George Clooney (VF : Samuel Labarthe ; VQ : Daniel Picard) : David Cotton
- Julia Roberts (VF : Céline Monsarrat ; VQ : Mélanie Laberge) : Georgia Cotton
- Kaitlyn Dever (VF : Leslie Lipkins ; VQ : Célia Gouin-Arsenault) : Lily Cotton
- Billie Lourd (VF : Charlotte d'Ardahlon ; VQ : Marie-Ève Sansfaçon) : Wren Butler
- Maxime Bouttier (VF : Aurélien Raynal ; VQ : Louis-Philippe Berthiaume) : Gede
- Lucas Bravo (VF : lui-même ; VQ : Frédéric Desager) : Paul
- Agung Pindha (VF : Bô Gaultier de Kermoal ; VQ : Louis-Philippe Dandenault) : Wayan
- Cintya Dharmayanti (VF : Alice Nguyen) : Losi
- Geneviève Lemon (VF : Catherine Lafond) : Beth-Ann

 Source et légende : version française (VF) sur RS Doublage ; version québécoise (VQ) sur Doublage Québec.

## Production

### Attribution des rôles
Coécrit par Ol Parker et Daniel Pipski, le film est produit par Working Title Films, Smokehouse et Red Om Films. Le projet est annoncé en février 2021, avec George Clooney et Julia Roberts dans les rôles principaux et Ol Parker comme réalisateur. Le film réunit à nouveau les deux acteurs après Ocean's Eleven (2001), Ocean's Twelve (2004), et Money Monster (2016).
Pour se préparer au rôle, George Clooney suit un régime Keto pour perdre du poids. En mars 2021, Billie Lourd entre en négociations pour un rôle. La présence de Billie Lourd et Kaitlyn Dever est confirmée en avril. Lucas Bravo rejoint le film en octobre.

### Tournage
En mars 2021, Paul Fletcher, ministre des communications et des arts australien, annonce que le tournage aura lieu au Queensland (notamment les îles Whitsunday, Gold Coast et Brisbane.
Le tournage débute en novembre 2021. L'équipe tourne notamment à Tangalooma Island Resort sur l'île Moreton. Les prises de vues durent deux mois,,.

## Accueil

### Critique
Du côté du monde anglo-saxon, le site Rotten Tomatoes donne une note de 57 % pour 215 critiques de presse. Le site Metacritic donne une note de 50⁄100 pour 47 critiques. En France, le site Allociné donne une note moyenne de 2,6⁄5, après avoir recensé 25 titres de presse.
En France, les critiques sont assez mitigées, allant du très positif, au très négatif. Pour la critique de 20 Minutes, « Le sourire de la star est un ingrédient majeur du film où sa complicité avec George Clooney fait des étincelles lors d’échanges explosifs ». C'est d'ailleurs ce qui ressort beaucoup : la complicité du duo d'amis à la ville soutien le film. Pour la critique de Libération, « d’Ol Parker, délicieuse comédie du remariage tendance « screwball », est aussi rigoureusement drôle que ses duettistes virtuoses, Julia Roberts et George Clooney ».
« Une comédie romantique portée par deux stars complices, qui séduira les amateurs du genre sans pour autant faire preuve d’une grande originalité », selon la critique de CNews. Dans le même esprit, le site Film Actu dit : « Inoffensif, prévisible, mièvre, Ticket To Paradise ne fonctionne que grâce au duo Julia Roberts / George Clooney à la complicité tellement agréable à voir. ».
Dans les critiques plus mitigées, on peut citer celle du Journal du dimanche : « Variation sous les cocotiers de La Guerre des Rose (1989), de Danny DeVito, le scénario, cousu de fil blanc et qui aurait pu être encore plus méchant, vaut pour la complicité flagrante entre Julia Roberts et George Clooney, en total lâcher-prise ». Dans le même ton, L'Obs dit : « sur le mode Cary Grant-Katharine Hepburn, le couple Clooney-Roberts est très drôle, avec répliques barbelées, sous-entendus méchants, peaux de bananes diverses. Puis la suite s’épuise, et, malgré la beauté des lieux et le piquant des situations, le soufflé retombe. ».
La critique du site Écran Large a été beaucoup plus incisive : « Bien sûr, quiconque se risque à aller voir Ticket to Paradise au cinéma sait très bien que la comédie romantique est un genre plus que balisé. Reste qu'une petite touche de folie, de douceur voire d'intelligence aurait bien aidé à rendre la chose plus amusante, et surtout moins anodine et oubliable. Parce que pour quelques miettes de charme entre Julia Roberts et George Clooney, il y a trois tonnes de banalités (et quelques cuillères à soupe de grande gêne, notamment l'image finale). ».
Pour le critique de Première, le « problème est que le film, bien trop long, esquive en fin de compte son sujet de comédie réjouissant pour passer en mode romance sérieuse sur les choix de vie et leurs lourdes conséquences ». Du côté des Échos, « mal écrit, tourné dans des couleurs d'écran de veille, Ticket to Paradise a tout du mauvais film lambda, si ce n'est son casting luxueux ».

### Box-office
En France, pour son premier jour d'exploitation, Ticket to Paradise réalise 29 503 entrées (dont 13 324 en avant-première), pour 417 copies. Le film est devancé au box-office des nouveautés par Dragon Ball Super: Super Hero (67 902) et précède le thriller français L'Origine du mal (7 786). Au bout d'une première semaine d'exploitation, le long-métrage se positionne quatrième du box-office avec 176 153 entrées, derrière Dragon Ball Super: Super Hero (218 070) et devant Jumeaux mais pas trop (112 870). En semaine 2, le film réalise 99 571 entrées supplémentaires, derrière Samouraï Academy (151 216) et devant la palme d'or Sans Filtre (87 139).
| Pays ou région        | Box-office        | Date d'arrêt du box-office | Nombre de semaines |
| --------------------- | ----------------- | -------------------------- | ------------------ |
| États-Unis Canada     | +068 275 985, USD | 5 janvier 2023             | 11                 |
| France                | 392 441 entrées   | 22 novembre 2022           | 7                  |
| Total hors États-Unis | +100 229 989, USD | n/a                        | n/a                |
| Total mondial         | +168 505 974, USD | n/a                        | n/a                |